# Lagosta (isola)
Làgosta (in croato Lastovo) è un'isola della Dalmazia meridionale nel mare Adriatico, in Croazia. Amministrativamente appartiene al comune omonimo nel comitato raguseo-narentano. L'isola, non lontana dalle Tremiti, è sede di un famoso faro costruito nel 1839. Il governo croato ha fatto dell'isola, assieme a Cazza e agli scogli adiacenti, un parco naturale. Capoluogo dell'isola è il centro omonimo, situato sulla costa a nord-est.

## Geografia
L'isola di Lagosta dà il nome all'omonimo arcipelago delle isole dalmatine meridionali. Situata a 13 km da Curzola, da cui è separata dal canale di Lagosta, l'isola è una delle più remote ed inabitate dell'Adriatico. Assieme a Curzola e Meleda fa parte delle isole Curzolane. Le dimensioni dell'isola sono approssimativamente di 9,8 km di larghezza e 5,8 di lunghezza. Ha una superficie di 40,82 km² e uno sviluppo costiero di 48,969 km; i picchi più alti (a sud-ovest) sono il monte San Giorgio (Hum) e il monte Pessevo o Plessevo (Pleševo) che misurano 417 m.
Il lato sud-orientale dell'isola è compreso tra le punte Noriga (rt Novi Hum) e punta Struga (rt Struga), dove si trova il faro. Punta Scrigeva o Scriseva (rt Skriževa), che chiude a sud Porto Rosso (Skrivena luka), e punta Svegliagamora o Svegliegamora (rt Veljeg mora) sono i punti più meridionali dell'isola; sulla costa occidentale il promontorio San Pietro che termina in due punte: Buschirat o Baske Stiene detta anche punta San Pietro Sud (Baški rt) e Zaglav o San Pietro Nord (rt Cuf) chiude a sud la grande insenatura di Porto Lago Grande (luka Velji Lago) situata tra l'isola di San Giorgio  e Lagosta. Sempre fra le due isole, rivolta a nord, l'insenatura di Porto Lago Piccolo (luka Mali lago) è chiusa ad est da punta Pricodiscia o Priekodiste (rt Žrvanj). Altre due insenature del lato nord sono: valle Crucizza (uvala Kručica) e Porto Chiave (Zaklopatica).
L'arcipelago di Lagosta comprende 46 piccole isole circostanti, incluse le isole più grandi di Cazza (Susac), San Giorgio o Prespa (Prežba), Marchiara (Mrčara) e un gruppo di isole chiamate scogli Lagostini (Lastovnjaci) sul lato orientale. San Giorgio è collegata con l'isola principale da un ponte al villaggio di Passador (Pasadur). Altri piccoli insediamenti sono: San Pietro (Ubli), Porto Magazzini o Lucizza (Lučica), Porto Chiave (Zaklopatica) e Porto Rosso (Skrivena Luka). L'isola ha un servizio di traghetti e battelli giornalieri che collegano le isole a Spalato e fanno scalo a Curzola e Lesina.

## Storia
Il capoluogo dell'isola di Lagosta (latino: Augusta Insula, greco: Ladestanos, illirico: Ladest, croato: Lastovo) che prende il nome dall'isola stessa, è una città della regione raguseo-narentana in Croazia di circa 500 abitanti. La città consta di 46 isole con una popolazione complessiva di circa 836 abitanti, dei quali il 93% di etnia croata. L'area raggiunge l'estensione di 56 km² circa. Lagosta (Lastovo) è il capoluogo dell'omonima isola.
Lagosta, come il resto dell'antica provincia romana della Dalmatia, fu colonizzata dagli Illiri, che conquistarono e colonizzarono l'intera area riprendendo il controllo dopo l'invasione degli Avari e le emigrazioni delle tribù slave nel VII secolo d.C. Le tribù slave fortificarono la maggior parte delle coste isolane e dell'intero arcipelago. Intorno all'anno mille però la Serenissima Repubblica di Venezia attaccò e distrusse l'abitato a causa dei frequenti atti di pirateria cui gli abitanti si davano spesso in tutte le coste dell'Adriatico orientale. L'Assedio di Lagosta si concluse con la completa distruzione della città dell'isola. Nel XIII secolo Lagosta si unì alla Repubblica di Ragusa, con cui rimase per circa quattro secoli, fino alla conquista francese della repubblica ad opera di Napoleone Bonaparte.

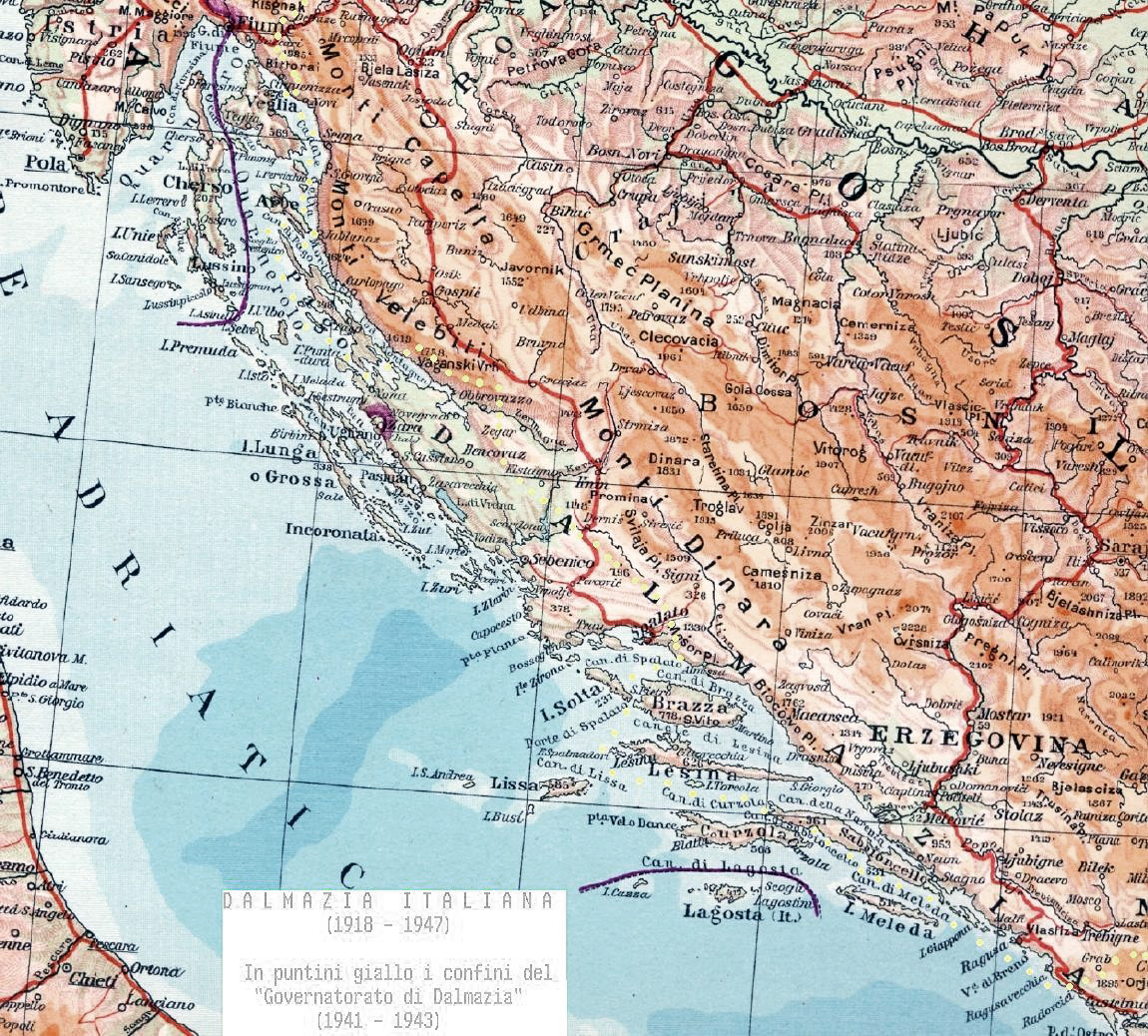
Mappa del Regno d'Italia nel 1933, dove si vede Lagosta entro i confini italiani

Dopo la parentesi napoleonica fu annessa all'Impero austriaco che governò l'isola fino al 1918, quando entrò a fare parte dei possessi italiani della nuova provincia di Zara del Regno d'Italia, insieme alla vicina isola di Cazza e all'arcipelago di Pelagosa. Lagosta aveva una minoranza di lingua italiana che, a seguito del trasferimento nell'isola di molti dalmati italiani profughi dalla recentemente costituita Iugoslavia, raggiunse quasi il 40% del totale della popolazione dell'isola nel 1940. Durante la seconda guerra mondiale, nella primavera del 1941 Lagosta fu inserita nella provincia italiana di Spalato del Governatorato della Dalmazia. Il 10 settembre 1943 fu occupata dai tedeschi e successivamente liberata dai partigiani titini.
Dopo la seconda guerra mondiale, con il trattato di pace del 1947 passò alla Repubblica Socialista di Croazia nell’ambito della Federazione Jugoslava. Dal 1976 al 1992 le acque dell'isola sono state chiuse dalla Marina militare jugoslava per ragioni strategiche.
L'isola è famosa per l'architettura delle sue chiese del XV-XVI secolo. Sull'isola vi sono numerose chiese, dalle più grandi alle più piccole, che vanno a testimoniare il profondo legame dell'isola con la tradizione cattolica e con la cultura della Repubblica ragusea.

## Clima
Lagosta possiede tutte le caratteristiche base del clima mediterraneo, dominato dal clima mite, inverni umidi e freddi, ed estati alcune volte umide e piovose. L'isola riceve circa 2700 ore di sole all'anno e si colloca come una delle più assolate ed ospitali isole per i turisti nell'intero Adriatico Orientale. Questo fa sì che la temperatura dell'acqua raggiunga i 27 °C in estate. Le precipitazioni annuali sono all'incirca di 650 mm.

## Società

### Demografia e popolazione
| Censimento 2001             |             |
| Centro abitato              | Popolazione |
| Lagosta (Lastovo)           | 451         |
| San Pietro (Uble)           | 218         |
| Passador (Pasadur)          | 77          |
| Porto Chiave (Zaklopatica)  | 71          |
| Porto Rosso (Skrivena Luka) | 18          |

Secondo il censimento del 2011, la municipalità di Lagosta aveva una popolazione di 792 abitanti di cui la maggior parte nel capoluogo omonimo. I 792 lagostini sono divisi in 291 case e villette con una densità di 2,7 persone per abitazione, registrando un dato leggermente più basso della media nazionale croata (3,0 persone per abitazione). L'età media degli abitanti di Lagosta si aggira intorno ai 40 anni risultando più alta della media nazionale croata (39 anni di media). Circa il 91% degli abitanti di Lagosta è di fede cristiana ed il 93% di nazionalità croata. Il livello più alto di educazione sull'isola per il 44% della popolazione è la scuola media superiore; per il 13% l'università.

### La presenza autoctona di italiani
A Lagosta esiste una piccola comunità di italiani autoctoni, che rappresentano una minoranza residuale di quelle popolazioni italiane che abitarono per secoli ed in gran numero, le coste dell'Istria e le principali città di questa, le coste e le isole della Dalmazia, e il Quarnaro, che erano territori della Repubblica di Venezia. La presenza di italiani autoctoni a Lagosta è drasticamente diminuita in seguito all'esodo giuliano dalmata, che avvenne dopo la seconda guerra mondiale e che fu anche cagionato dai "massacri delle foibe".
La popolazione dell'isola, oggi quasi del tutto croata, fino agli anni quaranta aveva una notevole percentuale di italiani. Fino agli anni venti i dalmati italiani erano intorno al 7% (famiglie Martelletti, Sangaletti ecc.) degli abitanti. Alcune famiglie emigrarono poi da Lissa, Curzola e Lesina dopo la loro cessione al Regno di Jugoslavia in seguito al trattato di Rapallo: il censimento italiano del 1921 annoverava 208 italiani su 1 558 abitanti, cioè circa il 15%.
Ma è con il censimento riservato del 1939 (basato sui totali del ‘36) che si nota maggiormente l'ondata immigratoria: la popolazione infatti è cresciuta in tal misura da non potersi addebitare al semplice saldo naturale. Crescono entrambe le componenti, ma soprattutto quella italofona che sale a 933 anime (38%), mentre i croatofoni si assestano sui 1525 (62%), per un totale di 2458 isolani.
Dopo la seconda guerra mondiale quasi tutti gli italiani furono costretti all'esilio, a seguito dell'annessione dell'isola alla Jugoslavia comunista di Tito. Vi fu inoltre una grave crisi economica, dovuta anche alla militarizzazione e seclusione dell'isola, per cui la popolazione di Lagosta da quasi 3 000 abitanti nel 1942 crollò agli attuali 835 come risultò dal censimento croato del 2001. Nel censimento 2011 una piccola minoranza risultò di madrelingua italiana, lo 0,63% della popolazione.

## Economia
Come molte delle isole del Mediterraneo l'economia di Lagosta è incentrata sul turismo e sull'agricoltura. Il rapporto sull'agricoltura del 2003 indica che la municipalità di Lagosta ha 25 ettari di terra riservati all'agricoltura. In questi 25 ettari vi sono numerose di vigne e 9000 circa olivi. A seguito dell'isolamento imposto agli stranieri a causa delle attività dell'esercito jugoslavo durante la guerra civile del 1991-1995 e del conseguente isolamento dalla civiltà, l'isola costituisce ora per i turisti una grande meta per viaggi e gite proprio a causa di questa suo "isolamento forzato". Nonostante ciò gruppi ed aziende turistiche hanno riportato il turismo sull'isola e chiedono a gran voce lo status di parco naturale per l'isola.

## Cultura

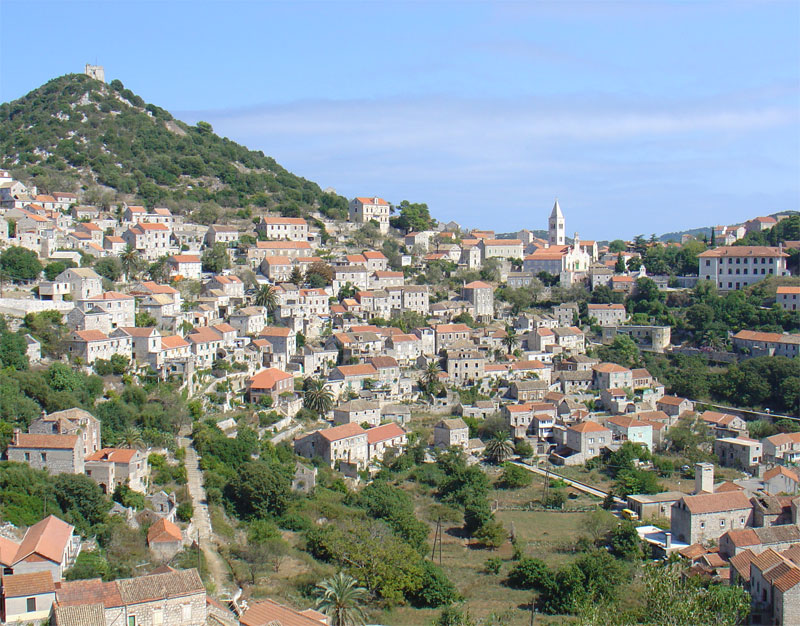
La cittadina di Lagosta

La chiesa di San Cosimo e Damiano è la principale struttura religiosa dell'isola, costruita in epoca veneziana su di un'anteriore basilica cristiana del V secolo d.C. Contiene opere del pittore rinascimentale Giovanni Lanfranco.
Il più importante evento sull'isola è un carnevale che gli abitanti chiamano "pokland". Tutti gli abitanti dell'isola partecipano indossando costumi folcloristici. Le origini del carnevale di Lagosta risiedono negli eventi storici che hanno coinvolto l'isola.
La leggenda vuole che dei pirati catalani attaccarono nel passato la vicina isola di Curzola e mandarono un messaggero turco ai lagostini intimandogli la resa pena seguire la sorte dell'isola di Curzola. Gli abitanti di Lagosta non si lasciarono spaventare ed anzi si armarono passando al contrattacco. Le donne e i bambini pregarono alla chiesa di San Giorgio per ricevere un miracolo, e incredibilmente furono ascoltate: una tempesta distrusse la flotta pirata e gli abitanti di Lagosta catturarono il messaggero. Lo sfortunato bucaniere fu graziato dalla decapitazione e fu messo a cavallo di un mulo con le spalle rivolte al villaggio, per poi essere successivamente condannato al rogo (da cui il vocabolo -in dialetto dalmato-veneto locale- "foclan" o foco, origine del termine "pokland").
Questo evento è celebrato attraverso il Pokland ogni anno per la durata di tre giorni. La festa si svolge a metà febbraio e dall'estate del 2006 è diventata una grande attrazione per i turisti. I lagostini aspettano con ansia questo evento e coloro che sono emigrati fuori dall'isola giungono apposta ogni anno per celebrare assieme la ricorrenza e per rincontrare i parenti.
È originario di Lagosta l'editore e tipografo Bonino de Boninis (1454-1528).

## Lingua
Gli abitanti attualmente parlano il dialetto croato ciacavo, mantenendo comunque un accento del tutto particolare e influenzato nel corso dei secoli dalla Repubblica di Ragusa e dal passato legato alla Repubblica di Venezia ed all'Italia.
Il primo abitante di Lagosta è registrato nel XIII secolo negli archivi ragusei e nello statuto di Lagosta, scritto in italiano e latino. Fin dall'antichità l'unica religione dell'isola fu il cattolicesimo romano.
La popolazione italiana presente fino al 1945 - ed emigrata a seguito del clima estremamente ostile venutosi a creare per gli italiani in Jugoslavia dopo la guerra - parlava il dialetto veneto di Ragusa. Numerose famiglie di dialetto veneziano si trasferirono nell'isola dopo la prima guerra mondiale da Lissa, Traù, Curzola e Lesina.

### Cartografia
- (HR) Mappa topografica della Croazia 1:25000, su preglednik.arkod.hr. URL consultato l'11 maggio 2017.
- G. Giani, Carta prospettiva delle Comuni censuarie della Dalmazia, foglio 11, 1839. Fondo Miscellanea cartografica catastale, Archivio di Stato di Trieste.
- Carta di cabottaggio del mare Adriatico, foglio XI, Milano, Istituto geografico militare, 1822-1824. URL consultato il 16 febbraio 2017 (archiviato dall'url originale il 13 aprile 2013).